# Rừng Sandomierz

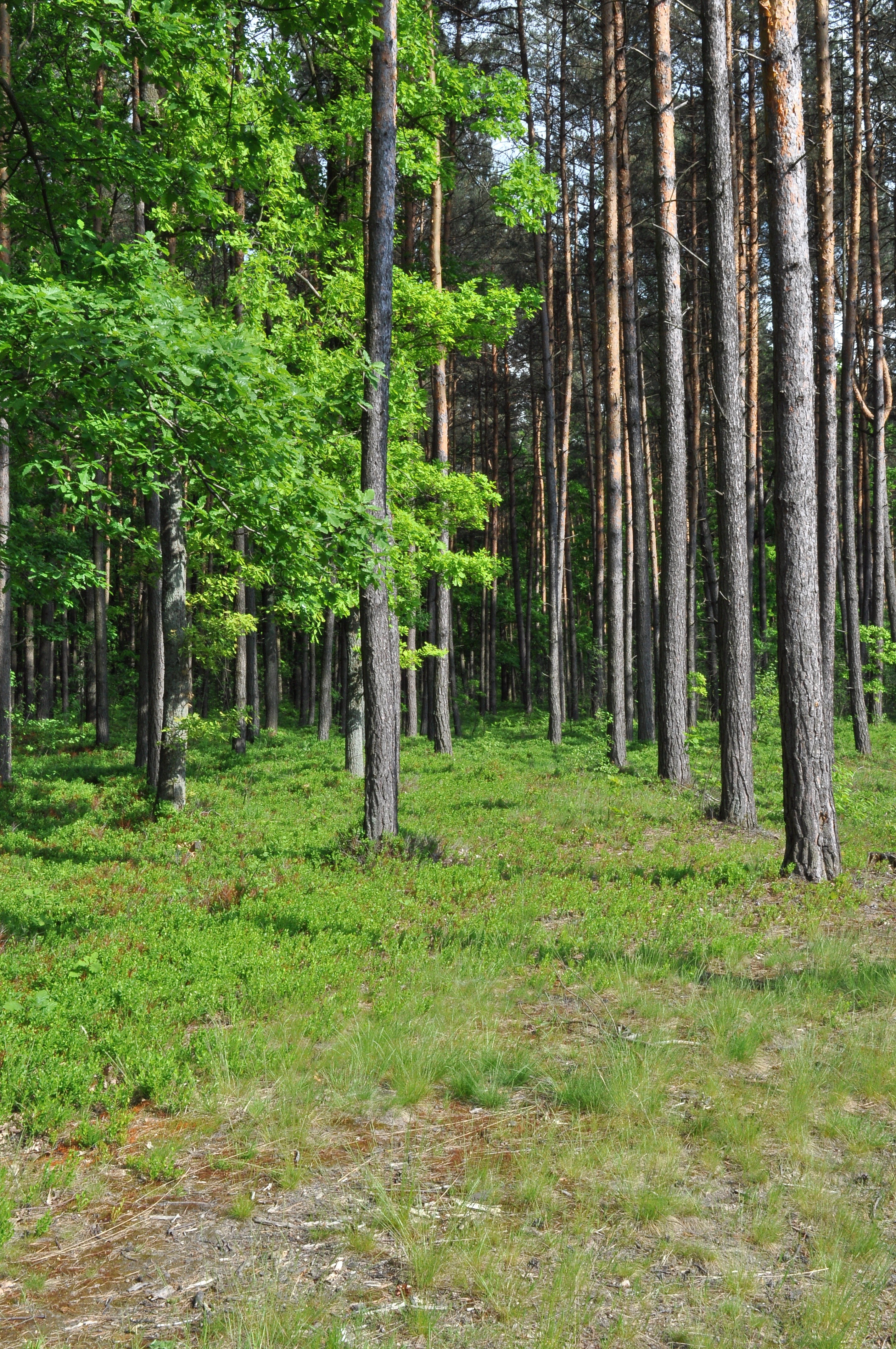
Rừng Sandomierz gần Mielec

Rừng Sandomierz (tiếng Ba Lan: Puszcza Sandomierska) là một trong những khu rừng lớn nhất ở miền nam Ba Lan; bao gồm các phần lớn của lưu vực Sandomierz. Tên của nó xuất phát từ thành phố lịch sử Sandomierz, và vào thời Trung cổ, rìa phía đông của nó đã tạo ra một biên giới tự nhiên giữa tiểu Ba Lan và Red Ruthenia.
Hiện tại, vùng đất hoang vu hùng vĩ, từng kéo dài từ Kraków đến Lviv, giờ kéo dài từ Tarnobrzeg ở phía bắc, đến vùng ngoại ô Rzeszów ở phía nam. Đây được coi là một trong những khu vực rừng hoang dã nhất của Ba Lan. Trong số các động vật sống ở đây, người ta có thể tìm thấy nhiều loài chim, hươu, lợn hoang, nốt ruồi, cáo, chó sói, rắn, nhện và côn trùng khác nhau. Diện tích của rừng là 129.115,6 ha, và nó được làm chủ yếu bằng cây thông. Hiện tại, phần lớn rừng được bao phủ bởi mạng Natura 2000 (Natura 2000 Puszcza Sandomierska PLB180005). Rừng Sandomierz có một số dòng sông nhỏ, với con sông lớn nhất là Chân, một nhánh phải của Vistula. Đất chủ yếu là podzol chất lượng kém. Ranh giới của khu rừng được đánh dấu bởi bốn con sông - Vistula, San, Wisloka và Wislok. Khu rừng nằm trong tỉnh Podkarpackie; phần phía bắc của nó nằm ở đồng bằng Tarnobrzeg, trong khi ở phía nam nó nằm ở cao nguyên Kolbuszowa.
Các khu định cư hiện đại đầu tiên được thành lập ở đây giữa thế kỷ thứ 10 và 12. Trong cuộc xâm lược của người Mông Cổ ở Ba Lan và các cuộc đột kích Mongol/Tatar khác của Vương quốc Ba Lan thời kỳ đầu, cư dân của Ba Lan đã trốn thoát đến khu rừng rậm rạp để cứu mình khỏi đám đông người Á châu. Rừng Sandomierz vẫn còn dân cư thưa thớt cho đến giữa thế kỷ 14, khi vua Kazimierz Wielki khởi xướng một chương trình định cư hàng loạt, thành lập một số thị trấn. Vào thế kỷ 15 và 16, các khu vực phía bắc và trung tâm của khu rừng đã được định cư bởi những người nông dân từ tỉnh Mazovia đông dân. Vào thế kỷ 17, trong cuộc xâm lược Ba Lan của Thụy Điển, cư dân địa phương một lần nữa trốn vào rừng từ những kẻ xâm lược Thụy Điển, Cossack, Tatar và Transilvanian.
Sau sự phân chia của Ba Lan, khu rừng trở thành một phần của Galicia của Áo. Vào cuối thế kỷ 18 và đầu thế kỷ 19, chính phủ Áo đã mời những người định cư nói tiếng Đức (cái gọi là thuộc địa Josephine, sau Joseph II, Hoàng đế La Mã thần thánh). Khu vực biến thành một nơi tan chảy, nơi người Ba Lan từ Mazovia và Ba Lan ít hơn trộn lẫn với người Đức, Ukraina, Tatars, Do Thái, Wallachian và các quốc tịch khác. Một số ngôi làng địa phương được đặt theo tên của các nhóm dân tộc khác nhau: Rusiny, Moskale, Mazury, Wolochy, Szwedy, Turki, Tatary. Vào cuối thế kỷ 19, cư dân của vùng hoang dã bắt đầu tự gọi mình là Lasowiacy (hay Lesioki).